# Enxu
O Enxu é uma palavra indígena que define um inseto himenóptero que pode se referir à várias espécies brasileiras de vespa sociais da família vespidae. A palavra enxu em tupi-guarani significa literalmente "abelha negra", também sendo conhecida na literatura as rupitelas desta palavra exu, eixu, eichu, enxu, enchú, inchú, eixuí, eichuí, enxuí, inxú, inxuí e cabaxuí.  Essas vespas são confundidas costumeiramente com abelhas por produzirem uma geleia doce semelhante ao mel das abelhas da espécie Apis mellifera (Oropa). 

## Espécies chamadas de Enxu
- Brachygastra lecheguana (Enxu-verdadeiro, colmeia próximo ao solo)
- Protonectarina sylveirae (Enxu-mirim, colmeia em galhos)
- Protopolybia sedula (Enxuí, faz colmeia em galhos)
- Polybia scutellaris (Enxu-da-beira-do-telhado ou camoatim)
- Apoica pallida (Enxu de chapéu, não produz mel)

Com exceção da Apoica pallida que trata-se de um marimbondo que não produz mel, todas as espécies tratadas como enxu estão intimamente ligadas e, por conta disso, há uma enorme semelhança física:

## Cidade de Exu
O nome do município pernambucano de Exu certamente é referência ao nome enxu, cujas colmeias eram muito comuns na região na época de sua fundação. Há que se notar que dificilmente as origens do nome sejam no orixá de mesmo nome, haja vista que à altura da fundação da vila, criada por colonos, apenas indígenas habitavam o local.